# Sukhànovka (Primórie)
|  | Per a altres significats, vegeu «Sukhànovka». |

Sukhànovka (en rus: Сухановка) és un poble del krai de Primórie, a l'Extrem Orient de Rússia, que en el cens del 2010 tenia 28 habitants. Pertany al districte rural de Dalnerétxenski.